# Rodrigo Duterte
Rodrigo „Rody” Roa Duterte (n. 28 martie 1945, Maasin⁠(d), Eastern Visayas⁠(d), Filipine) este un politician filipinez de origine visayană, care a îndeplinit între 2016-2022 funcția de președinte al Republicii Filipinelor, fiind al 16-lea șef de stat al acestei țări. El a fost cel dintâi președinte originar din insula Mindanao și cel mai vârstnic președinte, candidând din partea Partidului Democrat Filipinez-Puterea Populară (Lakas ng Bayan) (PDP-Laban).
Poreclit „Digong”, Duterte a fost unul din primarii cu cea mai lungă durată de guvernare ca primar al orașului Davao City, din insula Mindanao, fiind ales șapte ori consecutiv, vreme de 22 ani. În trecut a fost și viceprimar și deputat în parlament din partea acestui oraș. Duterte este de profesie avocat. 
Ca primar Duterte a aplicat o politică de mână forte pentru a transforma Davao City dintr-o „capitală a omicidului” în ceea ce organizații de turism numesc în prezent „cel mai pașnic oraș din Asia de Sud-Est”. În timpul guvernării sale în fruntea orașului grupuri de vigilantes au ucis numeroși traficanți de droguri, gangsteri și alte elemente criminale. Se crede că Duterte a dat mână liberă acestor execuții, pentru care a fost denumit „The Punisher”. 
Presa și conducerea poliției naționale din timpul presedinției lui Corazon Aquino au criticat ,însă, această politică și chiar au pus la îndoială eficiența ei.
Duterte a fost îndemnat de multe ori să candideze la presedinția Filipinelor, dar a refuzat mereu până în anul 2015 din cauza rezervelor sale față de sistemul de guvernământ, a vârstei înaintate și a împotrivirii familiei sale.
Totuși, la 21 noiembrie 2015 și-a anunțat candidatura, ulterior obținând în alegeri 16.601.997 voturi (38,5% din voturi). El a intrat în funcția de șef al statului la 30 iunie 2016 pentru o cadență de 6 ani.
În octombrie 2021, Rodrigo Duterte a anunțat că nu candidează pentru vicepreședinție în 2022 și s-a retras ulterior din viața politică.
Ca presedinte, spre deosebire de tradiția alianței Filipinelor cu SUA,  Duterte a tentat o apropiere de Rusia și de China, dar, după 2020 și-a înăsprit poziția față de incursiunile chineze în Marea Chinei de Sud.  
A efectuat reforme sociale și economice precum programul« Build, Build, Build », crescând bugetul infrastructurilor la 5,6 % din PIB, de asemenea
a introdus gratuitatea universitatilor publice și a stabilit un sistem de asigurare medicală universal.
Presedintia sa a fost marcată și de un război sângeros contra traficului de droguri, care s-a însoțit, după estimari ale Human Rights Watch din 2018, de executarea fără proces a circa 30.000 de persoane,  
S-a depus împotriva sa o plângere în fața  Curții penale internaționale de la Haga pentru „crime împotriva umanității”. La 11 martie 2025 a fost arestat la Manila in virtutea unui mandat de arest emis de acest tribunal si a fost extrădat de autoritățile filipineze Curții penale internationale.

## Biografie

### Copilărie
Duterte s-a născut în 1945 la Maasin (în prezent capitala districtului Leyte de Sud), pe atunci parte a provinciei insulare Leyte din Commonwealthul Filipinelor. Tatăl său, Vicente Gonzales Duterte era un avocat si politician de origine cebuană, iar mama, Soledad născută Roa, era profesoară de școală, la origine fiind din Cabadbaran, Agisan dintr-o familie cu rădăcini maranao și metisă spaniolă. Dupa declaratiile lui Duterte unul din bunicii sai a fost chinez care a emigrat din Xiamen Fujian.
În familie au existat de multă vreme preocupări pentru politică. Soledad Roa era o activistă de frunte a populației maranao. Vicente Duterte a fost primar la Danao, în Cebu, apoi guvernator al provinciei Davao. Vărul lui Rodrigo, Ronald Duterte a fost primar la Cebu City între anii 1983-1986, pe urmele tatălui, Ramon Duterte, care a fost și el primar acolo în anii 1957-1959.
Familia Duterte se considera înrudită cu clanurile politice Durano și Almendras, originare din Cebu. Înainte de a se întoarce la Davao, familia Duterte a locuit pentru scurtă vreme în Mindanao, la Maasin, în Leyte, și în orașul natal al tatălui, Danao, Cebu, până ce Rodrigo a împlinit 5 ani, când au revenit în Visayas.În 1951 ei s-au stabilit definitiv în zona Davao. Vicente a lucrat acolo ca avocat privat, iar Soledad preda în școli publice. Când în 1952 bărbatul ei a intrat în politică, ea a devenit inspectoare.

### Anii de studii
Duterte a învățat mai întâi la școli elementare - un an la școala Laboon din Maasin și apoi la școala Santa Ana din Davao City, până în 1956. Apoi a învățat la Colegiul Sfânta Cruce (Holy Cross) (în zilele noastre Colegiul Cor Jesus) din Digos, în provincia de atunci Davao, după ce a fost exmatriculat de două ori pentru rea purtare din alte școli medii, inclusiv de la liceul Ateneo al Universității din Davao. În 1968 a terminat licența B.A. în științe politice la Universitatea Liceul Filipinelor din Manila. De asemenea a obținut în anul 1972 licența în drept a Colegiului dominican San Beda din Manila.În acelaș an a trecut examenul baroului de avocați și a devenit consilier special al Procuratorii din Davao City intre anii 1979-1977. Apoi a fost al patrulea asistent al procurorului orașului (1981-1979). al treilea asistent (1983-1981), apoi al doilea asistent între anii 1986-1983.
Duterte a povestit mai târziu cum ar fi împușcat un coleg de la facultatea de drept care l-a batjocorit pentru originea sa visayană. Colegul a supraviețuit iar Duterte, căruia, la început, i s-a interzis să participe la cursuri, ulterior și-a terminat studiile cu bine.

## O politică și declarații controversate
Într-o țară în care 80% din locuitorii țării sunt catolici fervenți, Duterte l-a catalogat pe Papă drept „fiu de târfă” pentru că a provocat ambuteiaje în timpul unei vizite în Filipine.
În august 2016 l-a numit pe ambasadorul SUA în Filipine, „homosexual” și „fiu de curvă”.
În septembrie 2016, l-a avertizat pe președintele SUA, Barack Obama să se abțină de a condamna execuțiile sumare de traficanți și consumatori de droguri care, după informații acumulate, caracterizează campania pe care a lansat-o contra flagelului drogurilor in Filipine , pentru că, în caz contrar, "fiu de curvă, o să te înjur".
În septembrie 2016, Rodrigo Duterte a declarat că s-ar „bucura“ dacă va extermina în cele din urmă trei milioane de consumatori și traficanți de droguri, comparându-se cu Adolf Hitler.
În urma criticilor din partea unor experți în drepturile omului de la ONU care au apreciat că de la alegerea sa ca președinte au sporit mult uciderile fără judecată, Duterte a amenințat la un moment dat cu retragerea Filipinelor din ONU și cu alcătuirea unei organizații mondiale alternative cu participarea Chinei și a unor națiuni africane. De asemenea, a declarat că secretarul general al ONU, Ban Ki-moon, ar fi un „prost”.
În 2022 a condamnat războiul dus de Rusia împotriva Ucrainei.

### Viata privată
Duterte a fost căsătorit în 1973-2000 cu Elisabeth Zimmerman din S.U.A, cu care are șase copii. Ulterior partenera sa de viață este Cielita Honeylet Avanceña, în trecut sora medicală, cu care are o fiică, Veronica (Kitty).
Sora sa, Sara a fost candidata la presedintia Filipinelor in 2022, iar Duterte insusi a candidat la functia de vicepresedinte.     
Fiica sa, Sara Duterte Zimmermann-Carpio, lidera partidului Coaliția pentru schimbare si a Democraților creștini și musulmani, a fost primar al orasului Davao si din 2022 vicepresedintă a Filipinelor.
.